# 邱建荣 (1967年)
邱建荣 (1967年05月—)，华中科技大学能源与动力工程学院教授，主要从事污染防治及资源综合利用、温室气体减排及低碳节能环保技术等方向的研究。任中华人民共和国教育部第五批"长江学者"特聘教授。